# Bottaiano
Bottaiano (Butaià in dialetto cremasco) è una frazione del comune lombardo di Ricengo.

## Storia
La località è un piccolo borgo agricolo di antica origine, appartenente al territorio cremasco.
In età napoleonica (1810-16) Bottaiano fu frazione di Offanengo, recuperando l'autonomia con la costituzione del Regno Lombardo-Veneto. Nel 1818 a Bottaiano fu aggregato il comune di Portico.
All'Unità d'Italia (1861) il comune contava 448 abitanti. Nel 1869 Bottaiano venne aggregata al comune di Ricengo.